# Âm vực nhạc cụ

Âm vực của saxophone.

Trong âm nhạc, âm vực hoặc dải âm vực của một nhạc cụ là khoảng cách từ âm thấp nhất đến cao nhất mà nó có thể chơi. Đối với một giọng hát, tương đương là âm vực giọng hát, là khoảng cách từ âm thanh thấp nhất đến âm thanh cao nhất mà giọng hát một người có thể đạt được. Âm vực của một đoạn âm nhạc là khoảng cách giữa nốt thấp nhất và cao nhất của nó.

## Âm vực điển hình
*Biểu đồ này chỉ hiển thị xuống C0, mặc dù một số Đại phong cầm, chẳng hạn như Boardwalk Hall Auditorium Organ, kéo dài xuống C−1 (một quãng tám dưới C0). Ngoài ra, tần số cơ bản của kèn tuba subcontrabass là B♭−1.

## Âm vực nhạc cụ dàn nhạc cổ điển
Cách nhạc cụ dưới đây được chọn lọc và sắp xếp theo thứ tự trong tổng phổ dàn nhạc.
Âm vực nhạc cụ hữu dụng cho các nhạc sĩ viết phối trí dàn nhạc.

### Âm vực Kèn gỗ
| Nhạc cụ       | Dịch cung             | Âm vực |
| ------------- | --------------------- | ------ |
| Piccolo       | Không dịch cung       |        |
| Flute         | Không dịch cung       |        |
| Oboe          | Không dịch cung       |        |
| Clarinet Bb   | Dịch lên 1 cung       |        |
| Bassoon       | Không dịch cung       |        |
| Contrabassoon | Thấp hơn nốt viết 8vb |        |

### Âm vực Kèn đồng
| Nhạc cụ     | Dịch cung       | Âm vực |
| ----------- | --------------- | ------ |
| Kèn thợ săn | Không dịch cung |        |
| Trumpet Bb  | Dịch lên 1 cung |        |
| Trombone    | Không dịch cung |        |
| Tuba        | Không dịch cung |        |

## Nhạc cụ kích phát
| Nhạc cụ       | Dịch cung       | Âm vực |
| ------------- | --------------- | ------ |
| Trống định âm | Không dịch cung |        |

### Âm vực Hợp xướng
| Bè       | Âm vực |
| -------- | ------ |
| Nữ cao   |        |
| Nữ trầm  |        |
| Nam cao  |        |
| Nam trầm |        |

## Âm vực Đàn vĩ
| Nhạc cụ    | Dịch cung             | Âm vực |
| ---------- | --------------------- | ------ |
| Violin     | Không dịch cung       |        |
| Viola      | Không dịch cung       |        |
| Cello      | Không dịch cung       |        |
| Contrabass | Thấp hơn nốt viết 8vb |        |

## Thành phần dàn nhạc cổ điển
| Ký hiệu                                                  | Ý nghĩa | Giải thích |
| -------------------------------------------------------- | --- | --- |
| 2, 2, 2, 2 - 4, 2, 3, 1, timp, str                       | 2 flutes, 2 oboes, 2 clarinets, 2 bassoons - 4 horns, 2 trumpets, 3 trombones, 1 tuba, timpani, strings | Thành phần dàn nhạc tiêu chuẩn loại lớn. |
| 0, 2, 0, 2 - 2, 2, 0, 0, timp, str                       | 2 oboes, 2 bassoons - 2 horns, 2 trumpets, timpani, strings | Thành phần dàn nhạc kiểu mẫu thời kỳ cổ điển. Các nhạc cụ bị khuyết được đánh dấu là số "0" (trong trường hợp này là flute và clarinet). |
| 3, 3, 3, 3 - 4, 2, 3, 1, timp, 14/12/10/8/6              | 3 flutes, 3 oboes, 3 clarinets, 3 bassoons - 4 horns, 2 trumpets, 3 trombones, 1 tuba, 1 timpani - 14 first violins, 12 second violins, 10 violas, 8 celli, 6 basses | Số lượng nhạc cụ của các bè đàn dây được ghi rõ. Đây là một dàn nhạc thuộc thời kỳ hậu lãng mạn với khối dây đồ sộ. Tương quan của từng khối riêng biệt được giữ theo thời kỳ cổ điển vì lý do âm học, cho nên khối đàn dây nhỏ nhất sẽ là 8/6/4/3/2.                                        |
| 2d1, 2+1, 2d1es+bass, 3d1 -...                           | 2 nhạc công flute, một trong hai được kép bè bằng piccolo; 2 nhạc công oboe cộng thêm kèn túi [cor anglais] (không kép bè); hai nhạc công clarinet, một trong hai được kép bè bằng clarinet E♭, cộng thêm clarinet bass (không kép bè); ba nhạc công bassoon, một trong ba được kép bè bằng contrabassoon. | Nhạc cụ phi tiêu chuẩn có liên quan đến các nhạc cụ "nòng cốt" (thí dụ như piccolo, kèn túi [cor anglais], clarinet E♭ và clarinet bass, contrabassoon) chúng được ghi sau con số của nhạc cụ "nòng cốt", sử dụng dấu cho nhạc công phụ trội nếu cần và ký tự khi một nhạc công được kép bè. |
| 2, 2d1, 2, 2, alto sax - 4, 4, 3, 0, timp, perc, hp, str | 2 flutes, 2 oboes (một trong hai được kép bè bằng kèn túi [cor anglais]), 2 clarinets, 2 bassoons, alto saxophone - 4 horns, 4 trumpets, 3 trombones, timpani, percussion, harp, strings. | Các nhạc cụ phi-"nòng cốt" không có liên quan nào với nhạc cụ "nòng cốt" (thí dụ như kèn saxophone) được ghi theo sau một khối khi cần đến chúng, thí dụ như trong Tổ khúc Arlésienne Số 1 của Georges Bizet.                                                                                |